# 平良持
平 良持（たいら の よしもち）は、平安時代中期の武将。平高望の子。

## 解説
『尊卑分脈』は、下総介とし子女の記載はない。一方『将門記』冒頭（『将門略記』）には、「夫レ聞ク彼ノ将門ハ、天國押撥御宇柏原天皇五代ノ苗裔、三世高望王ノ孫ナリ、其ノ父ハ陸奥鎮守府将軍平朝臣良持ナリ」とあり、将門を良持の子としている。
通説は『尊卑分脈』に信を置き、良将と良持を別人とし将門の父を良将としているが、一定の信憑性を評価されている『将門記』冒頭では将門の父を良持としていることから、研究者のあいだでは議論の対象になっている。
必ずしも良く知られた人物とは言い難いが、『世界大百科事典』の「桓武平氏」の項では、他の高望の子らとともに、良持についての言及もあり、「現存の≪尊卑分脈≫以下の譜系図によれば、高望の長子国香は常陸大掾・鎮守府将軍に任命され、その弟良兼は下総介、良文は武蔵守、良持は下総介、良茂は常陸少掾・下総介に任命されているが、彼らはそれぞれ独立して土地を開発し農業経営を行って、云々」とある。なお、『日本大百科全書』の「平氏」の項では、将門の父を良将（良持）としており、同一人と見ている。